# Coelichneumon annulipes
Coelichneumon annulipes är en stekelart som först beskrevs av Cameron 1905.  Coelichneumon annulipes ingår i släktet Coelichneumon och familjen brokparasitsteklar. Inga underarter finns listade i Catalogue of Life.